# Christoph Koschel
Christoph Koschel (* 9. April 1976 in Hamburg) ist ein deutscher Dressurreiter und internationaler Trainer.
Insgesamt hat Koschel bis 2010 über 400 Siege und Platzierungen in Prüfungen der Klasse S sowie über 200 Erfolge in nationalen und internationalen Grand Prix, Grand Prix Spécial und Grand-Prix-Kür-Prüfungen erritten. Koschel ist verheiratet und hat zwei Söhne.

## Erfolge
Koschel ist siebenfacher Nachwuchs-Landesmeister Hamburg und Schleswig-Holstein. Mit 15 Jahren gewann er seine erste S-Dressur, bereits mit 16 Jahren wurde ihm das Goldene Reitabzeichen verliehen. Zudem war er der jüngste Teilnehmer am Nürnberger-Burgpokal-Finale. Er ist zweifacher Deutscher-Vize-Meister der Junioren. 1993 gewann Koschel den Preis der Besten und wurde zudem Mannschafts-Europameister der Junioren, im Einzel gewann er Bronze. Ein Jahr später wurde er in Bern Mannschafts-Europameister der Jungen Reiter. 1998 wurde er in den deutschen B-Kader aufgenommen. Im Jahr 2009 gewann er auf Fantomas das Deutsche Dressurderby in Hamburg-Klein Flottbek. Beim Stuttgart German Masters wurde er mit Donnperignon Vize-German Master.
2010 wurde er mit Donnperignon in den Championatskader aufgenommen. Bei der deutschen Meisterschaft gewann er die Bronzemedaille für seine Kür mit Donnperignon. Ein Jahr später gewann er mit Donnperignon im selben Wettbewerb die Silbermedaille.
Nach seinem Jura-Studium machte er sich mit seinem Vater, dem international renommierten Dressurausbilder Jürgen Koschel, in Hagen a.T.W. auf dem Hof Beckerode selbstständig. Die beiden sind zudem als Honorartrainer vom DOKR verpflichtet worden und betreuen u. a. auch deutsche Vielseitigkeitsreiter.
Bei den Weltreiterspielen 2010 in Kentucky gewann er im Team mit Anabel Balkenhol, Matthias Alexander Rath und Isabell Werth Mannschaftsbronze. Im Spécial belegte er als bester Deutscher Platz sechs. Bei den Europameisterschaften im Dressurreiten 2011 ritt er erneut Donnperignon und gewann mit der Mannschaft die Silbermedaille, im Einzel-Grand Prix Spécial wurde er Zehnter.
Im Oktober 2011 verkaufte er sein Championatspferd Donnperignon an die dänische Dressurreiterin Anna Kasprzak – Tochter der Eigentümerin der ECCO Group, Hanni Toosbuy Kasprzak. Bei den Deutschen Meisterschaften 2013 kam er mit Rostropowitsch NRW auf Platz acht im Grand Prix Spécial und in der Kür.

## Pferde
- Rostropowitsch NRW (* 2002), Westfälischer Wallach, Vater: Rockwell, Muttervater: Coriograf[4]
- Donnperignon (* 1999), Finnischer Warmblutwallach, Vater: Donnerhall, Muttervater: Mozart; seit Ende 2011 von Anna Kasprzak geritten[5]
- Fantomas IV (* 1998), Westfälischer Fuchswallach, Vater: Florestan I, Muttervater: Pilot; seit 2010 von Stefanie Weihermüller geritten[6]